# Henricus Eskelhoff Gravemeijer
Henricus Eskelhoff Gravemeijer (Oosthem, 20 oktober 1878 – Baarn, 9 maart 1967) was een Nederlands Hervormd predikant en politicus.

## Biografie
Henricus Eskelhoff Gravemeijer werd in 1878 in het Friese Oosthem als telg van een Oost-Fries predikantengeslacht geboren. Zijn vader was ds. Eskelhoff Carsjen Gravemeijer (1847-1900) en zijn moeder was Trientje Groen (1851-1926). Zijn jongere broer was Koeno Gravemeijer (1883-1970), die net als hijzelf predikant was. Een van zijn zusters was getrouwd met ds. Hermann Otto Roscam Abbing.
Na zijn studie theologie was Gravemeijer predikant te Schipluiden, Steenwijk en Amsterdam (1918-1949). Gravemeijer behoorde evenals zijn vader en broer tot de Confessionele Vereniging binnen de Nederlandse Hervormde Kerk. In 1921 was hij een van de oprichters van de Hervormd-Gereformeerde Staatspartij (HGSP). Van 1922 tot 1936 was hij voorzitter van deze orthodox-protestantse partij. Daarnaast was hij hoofdredacteur van Staat en Kerk (1922-1937; 1939-1940), het weekblad van de HGSP.
Ds. H.E. Gravemeijer was na de Tweede Wereldoorlog betrokken bij de oprichting van de Protestantse Unie (PU), een Nederlandse politieke beweging die streefde naar de omvorming van het "neutrale" Nederland naar een Protestantse theocratie. Van 1948 tot 1952 en van 1960 tot 1963 was hij voorzitter van de PU. Theologisch gezien was Gravemeijer een volgeling van prof. dr. Arnold van Ruler (ideoloog van de PU) en dr. Philippus Jacobus Hoedemaker.
Bij de Tweede Kamerverkiezingen van 1946 stond Gravemeijer derde op de kandidatenlijst van de PU. Omdat de PU bij de verkiezingen onvoldoende stemmen kreeg voor een zetel in de Tweede Kamer kon ook Gravemeijer geen zitting nemen in het parlement.
Ds. Henricus Eskelhoff Gravemeijer overleed in 1967 op 88-jarige leeftijd te Baarn.
H.E. Gravemeijer was getrouwd met jkvr. Maria Cornelia Bartholdina de Geer (1878-1955).